# مايك جاكوبس (لاعب كرة قاعدة أمريكي)
مايك جاكوبس (بالإنجليزية: Mike Jacobs)‏ هو لاعب كرة قاعدة أمريكي، ولد في 1 ديسمبر 1877 في لويفيل في الولايات المتحدة، وتوفي بنفس المكان في 21 مارس 1949.

## وصلات خارجية
- مايك جاكوبس (لاعب كرة قاعدة أمريكي) على موقعبيزبول رفرنس.كوم (الدوري الرئيسي) (الإنجليزية)
- مايك جاكوبس (لاعب كرة قاعدة أمريكي) على موقعبيزبول رفرنس.كوم (الدوري الثانوي) (الإنجليزية)